# Муллуту-Суурлахт
Муллуту-Суурлахт (ест. Mullutu Suurlaht) — це четверте за розміром озеро в Естонії. Воно розташоване на острові Сааремаа, у ~2 км на захід від міста Курессааре. Площа озера становить 1 440 гектарів, а максимальна глибина — всього 2,1 (середня — бл. 1 м).

## Опис
Муллуту-Суурлахт складається з двох частин:
- озеро Суурлахт або затока Келламяє (ест. Kellamäe) — східна частина площею 531 га[2]
- затока Муллуту або Велика затока Муллуту — західна частина площею 412,4 га[3].

Ці дві частини розділені великим півостровом Хідре Нукк (ест. Hidre nukk). У північно-східній частині Суурлахту розташований невеликий (3 га) острів Рахіну (ест. Rahinu).
Береги озера дуже низькі (до 0,4 м), складені з гравію, каменю, місцями мулові, піщані чи суглинні, поросли тростиною.
У Муллуту впадають річки Каармісе та Кярла, у Суурлахт — річка Унімяе, а витікає з озера лише річка Насва, яка через 3 км впадає у Ризьку затоку.
З півночі Муллуту дуже мілке — всього 0,2-0,3 м, у південній частині, біля витоку Насви, глибина сягає 1,7 м. Під час щорічного весняного паводку рівень озера зростає (в середньому на 0,75 м, макс. зафіксовано — на 1,16 м) і Муллуту-Суурлахт з'єднується з розташованими поруч затоками Паадла, Вягара та Каалепеа, утворюючи тимчасову водойму площею дзеркала до 3 600 га.
Через коротку відстань по річці Насва до моря та щорічні повені, Муллуту-Суурлахт має солонувату воду та багате на рибу. До основних видів риби озера належать верховодка звичайна, минь річковий, карась звичайний, ялець звичайний, вугор європейський, пічкур звичайний, в'язь, окунь звичайний, щука звичайна, йорж звичайний, плітка звичайна, краснопірка звичайна та лин.
Довкола озера розташоване родовище мінеральної морської грязі площею 130 га.
Продуктивний шар має середню товщину 1,2 м і геологічно є оголенням морського мулу епохи голоцену. Родовище можна використовувати для грязелікування. Мінеральні відкладення знаходяться у видобутку.